# Tom Weiskopf
Pour les articles homonymes, voir Weiskopf.
Thomas Daniel Weiskopf, dit Tom Weiskopf, né le 9 novembre 1942 à Massillon (Ohio) et mort le 20 août 2022 à Big Sky (Montana), est un golfeur américain.

## Palmarès

### Ryder Cup
- Vainqueur de la Ryder Cup 1973 (3 victoires, 1 nul, 2 défaites)
- Vainqueur de la Ryder Cup 1975 (4 victoires, 0 nul, 0 défaite)

### Majeurs
- Vainqueur du British Open en 1973

### PGA Tour
- 1968 : Andy Williams-San Diego Open Invitational, Buick Open Invitational
- 1971 : Kemper Open, IVB-Philadelphia Golf Classic
- 1972 : Jackie Gleason's Inverrary Classic
- 1973 : Colonial National Invitation, Kemper Open, IVB-Philadelphia Golf Classic, Open britannique, Canadian Open
- 1975 : Greater Greensboro Open, Canadian Open
- 1977 : Kemper Open
- 1978 : Doral-Eastern Open
- 1981 : LaJet Classic
- 1982 : Western Open

### Autres victoires
- 1972 : Piccadilly World Match Play Championship (Angleterre)
- 1973 : World Series of Golf (pas encore un tournoi du PGA Tour à l'époque), Championnat PGA d'Afrique du Sud
- 1979 : Argentine Open
- 1981 : Benson & Hedges International Open (PGA European Tour)
- 1982 : Jerry Ford Invitational
- 1993 : Chrysler Cup

### Champions Tour
- 1994 : Franklin Quest Championship
- 1995 : U.S. Senior Open
- 1996 : SBC Dominion Seniors, Pittsburgh Senior Classic